# ARP Quartet
L'ARP Quartet era un sintetizzatore analogico prodotto dalla ARP Instruments nel 1979. È stato uno degli ultimi prodotti commercializzati dalla ARP, prima del fallimento dell'azienda. A causa della crisi finanziaria già agli inizi per la compagnia, non fu manifatturato dalla ARP, ma venne acquistato da una società italiana e ri-commercializzato.

## Storia

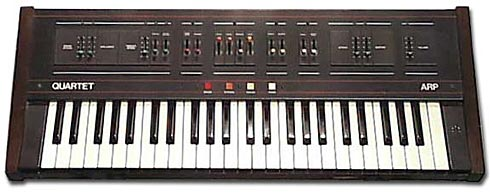
ARP Quartet

Il Quartet era identico ad un prodotto di marca italiana, il SIEL Orchestra, poiché esso non fu ideato e costruito dalla ARP: la compagnia statunitense, infatti, comprò un modello dell'Orchestra, ne cambiò il design e lo rivendette con il nome di Quartet.
Si trattava di un sintetizzatore orchestrale, diviso in 4 sezioni: Brass (ottoni), Strings (corde), Organ (organo) e Piano (pianoforte). Queste quattro sezioni potevano essere suonate individualmente, o due per volta contemporaneamente, ma erano anche individualmente modificabili. I preset selezionati venivano visualizzati su LED, che mostravano quali pulsanti e interruttori potevano essere usati per modificarli. Le funzioni del sintetizzatore erano però piuttosto limitate, non c'erano controlli esterni ne effetti sonori, e i parametri di modifica erano ridotti.
La sezione Brass creava suoni ad imitazione di Tromba e Trombone, con controlli indipendenti di sustain ed attacco. La sezione String produceva suoni di Violino e Violoncello con gli stessi parametri della Brass. La sezione Organ aveva 2 voci e disponeva anche del non comune suono della Celesta. La sezione Piano, che riproduceva suoni di pianoforte, infine, né offriva due tipi: quello tradizionale e quello Honky Tonk.
Tra i musicisti più noti che hanno fatto uso del Quartet vi sono gli 800 State e i Massive Attack, che ne hanno sfruttato principalmente la sezione "Strings".